# Pedagogika osób z niepełnosprawnością intelektualną
Pedagogika osób z niepełnosprawnością intelektualną (pedagogika niepełnosprawnych intelektualnie, oligofrenopedagogika, gr. oligos – pomniejszenie, phren – umysł; pomniejszona, obniżona sprawność umysłowa) – dział pedagogiki specjalnej zajmujący się wychowaniem i nauczaniem osób z niepełnosprawnością intelektualną. Podmiotem nauczania jest uczeń niepełnosprawny intelektualnie, przedmiotem – proces jego rewalidacji obejmujący wszechstronny rozwój i przystosowanie do życia w społeczeństwie.
Dla osób niepełnosprawnych intelektualnie ustala się metodyczny tok działalności wychowawczej, aby osiągały najwyższy możliwy poziom rozwoju, zgodnie z indywidualnymi możliwościami, i aby równocześnie zdobywały umiejętności w zakresie adaptacji społecznej (Wyczesany, 1998). W myśl poglądów współczesnych uczonych i wychowawców celem procesu rewalidacji osób z niepełnosprawnością intelektualną powinno być przyswojenie m.in. następujących umiejętności społecznych (zwany treningami) obejmujących sfery:
- współżycia z innymi ludźmi
- przystosowania się do wymogów pracy zawodowej
- gospodarowania środkami finansowymi
- obchodzenia się z urządzeniami użyteczności publicznej i racjonalnego korzystania z nich
- właściwego wykorzystania czasu wolnego (Clarke, 1971; Sękowska, 1998; Wyczesany, 1999)